# 兵 (中國象棋)

兵、卒棋子

「兵」、「卒」是中國象棋的棋子，每方各有五枚。紅方為「兵」，黑方為「卒」。兵、卒在過河前每一回合只可以往前行走一步，過河後，可以向左、向右或往前行進一步，但是永遠不能往後方移動。
兵與卒字義皆為小兵，表達最低階軍種，然而兵卒地位會隨著戰局發展、棋子減少、強子多半被兌掉時逐步提升，某些狀況下過河兵卒可抵一馬或一炮，甚至一車。